# Mvumvu
Mvumvu är ett vattendrag i Burundi.   Det ligger i provinsen Kayanza, i den nordvästra delen av landet, 50 km nordost om huvudstaden Bujumbura.
Omgivningarna runt Mvumvu är en mosaik av jordbruksmark och naturlig växtlighet. Runt Mvumvu är det tätbefolkat, med 297 invånare per kvadratkilometer.